# Antonio Mezarina
Felipe Antonio Mezarina Tong (Barranco, 8 de febrero de 1966) es un bachiller en ciencias militares y político peruano. Fue alcalde del distrito de Barranco en 2 periodos municipales.

## Biografía
Nació en el Distrito de Barranco, ubicado en la ciudad de Lima, el 8 de febrero de 1966.
Estudió en la Escuela Militar de Chorrillos donde obtuvo el bachiller en Ciencias Militares en 2008 y cuenta con un postgrado en Ciencias de la Educación de la Universidad Nacional de Educación Enrique Guzmán y Valle.

## Carrera política

### Alcalde de Barranco
Antonio Mezarina se inicia en la política cuando postula a la alcaldía del Distrito de Barranco en las elecciones municipales del año 2006 por el partido Restauración Nacional del pastor Humberto Lay. Mezarina fue luego elegido como alcalde de Barranco para el periodo municipal 2007-2010.
Intentó ser reelegido en las elecciones municipales del 2010 por el partido Cambio Radical, sin embargo, no resultó reelegido.
En las elecciones municipales del 2014, se integró al partido Alianza para el Progreso de César Acuña y postuló nuevamente a la alcaldía de Barranco donde fue elegido para el periodo 2015-2018. Dentro de su gestión, impulsó la creación de la Casa de la Cultura.
Postuló al Congreso de la República en las elecciones extraordinarias del 2020 por la lista de Lima Metropolitana y una de sus propuestas fue la de cambiar el nombre del Ministerio de la Mujer al Ministerio de la Familia, propuesta elaborara por diversos políticos de tendencia ultraconservadora.
Intentó nuevamente ser elegido como alcalde en 2022, sin embargo, perdió la elección frente a Jessica Vargas de Renovación Popular.

## Controversias
DENUNCIADO  por diferentes delitos y ACTOS DE CORRUPCION como alcalde  en su primera gestion municipal 2015. ENTREGA DE TELEFONOS A SUS FAMILIARES a costo del municipio y de contrataciones fantasmas para el recojo de maleza del distrito de Barranco .
En enero del 2018, Mezarina fue denunciado por los congresistas Jorge del Castillo, Juan Sheput y Marisa Glave ante el Congreso de la República tras la ilegal subasta del Estadio Unión. También fue denunciado por la caída de un árbol en un inmueble de la Av. Pedro de Osma del Distrito de Barranco.
En agosto del 2021, agredió al comunicador y jurista Carlos Gonzalez tras increparle por sus actos de corrupción durante su gestión municipal. Acto por el cual fuera sentenciado en el año 2023 por el sexto juzgado penal liquidador.